# Trichopterigia fasciata
Trichopterigia fasciata là một loài bướm đêm trong họ Geometridae.